# Digertjärnen, Medelpad
Digertjärnen är en sjö i Ånge kommun i Medelpad och ingår i Ljungans huvudavrinningsområde.